# Terremoto de Afganistán de 2008
El terremoto de Beluchistán de 2008 o el terremoto de Ziarat de 2008 fue un sismo de 6,4 que ocurrió en la madrugada del 29 de octubre de 2008 en la región de Ziarat, en el sector de Beluchistán derribando todas las casas de la zona.
215 personas fallecieron producto de este terremoto que devastó todas las aldeas colindantes en la frontera entre Pakistán y Afganistán. Al día siguiente ya se tenían contabilizadas 170 víctimas y horas más tarde unas 200. El terremoto ocurrió a las 04:09 hora local. En Beluchistán ninguna casa aguantó el terremoto.
Según el Servicio Geológico de los Estados Unidos el terremoto tuvo una profundidad de 15 kilómetros, su epicentro se localizó 60 kilómetros al norte de Queta y a 185 km del sureste de la ciudad de Kandar, en Afganistán. Su origen fue a las 04:09 hora local (28 de octubre, 23:09 UTC).

## Tectónica
Los terremotos y las fallas activas en el oeste y el norte de Pakistán y partes adyacentes de Afganistán son el resultado del movimiento de la placa de la India hacia el norte a una velocidad de 40 mm/año aproximadamente y que chocan con la placa euroasiática. A lo largo del borde norte del subcontinente indio, la placa india se subduce bajo la placa euroasiática, provocando la elevación que produce los picos más altos del mundo, incluyendo el Himalaya, Karakorum, la cordillera de Pamir y el Hindu Kush.
Los sismos del 28 y 29 de octubre y ocurrieron en el cinturón Sulaiman, una región geológicamente joven (Era Terciaria). Las rocas sedimentarias se han doblado y presionado por fuerzas asociadas con la colisión de las placas India y Eurasia. Los terremotos se encuentran a unos 80 km al este de la falla Chaman de unos 650 km de largo.
Los terremotos del 29 de octubre, se encuentran a unos 50 km al nordeste de la región con el daño más intenso desde el terremoto de Pakistán del 31 de mayo de 1935 (M 7.6), donde se calcula que murieron 30.000 personas.

## Detalles
La mayoría de las víctimas eran de dos aldeas en las afueras de la ciudad de Ziarat. El ministro Khan Raisani ordenó la declaración de emergencia en los hospitales de las zonas afectadas. Estas áreas, situadas en un terreno escarpado, fueron gravemente dañadas por los deslizamientos de tierra causados por el sismo.